# Angela Malestein
Antje Angela Malestein (ur. 31 stycznia 1993 w Spakenburgu) – holenderska piłkarka ręczna, reprezentantka kraju, grająca na pozycji prawoskrzydłowej. Obecnie występuje w niemieckim SG BBM Bietigheim.

## Sukcesy reprezentacyjne

### Juniorskie
- Mistrzostwa Europy U19:
  -  2011

### Seniorskie
- Mistrzostwa Świata:
  -  2015
  -  2017
- Mistrzostwa Europy:
  -  2016
  -  2018

## Sukcesy klubowe
- Puchar EHF:
  -  2016-2017 (SG BBM Bietigheim)
- Mistrzostwa Holandii:
  -  2008-2009, 2009-2010 (VOC Amsterdam), 2011-2012 (SV Dalfsen)
- Puchar Holandii:
  -  2008-2009, 2009-2010 (VOC Amsterdam), 2011-2012 (SV Dalfsen)
- Mistrzostwa Niemiec:
  -  2016-2017 (SG BBM Bietigheim)
  -  2017-2018 (SG BBM Bietigheim)

## Nagrody indywidualne
- 2011- najlepsza prawoskrzydłowa Mistrzostw Europy U19 (Holandia)